# Mużocja
Mużocja (Mougeotia) – rodzaj glonów z gromady zielenic. Występuje w wodach słodkich i słonawych Eurazji, Afryki, Ameryki i Australii.

## Charakterystyka
Plecha nitkowata, zbudowana z walcowatych komórek (3,5 do 53 µm średnicy, 20 do 500 µm długości), zawierających po jednym (rzadziej dwa) płytkowatym, prostokątnym chromatoforze z pirenoidami. Rozmnażanie płciowe odbywa się przez koniugację, najczęściej drabinkową, czasem też boczną, przeważnie izogamiczną. Zygospora otoczona podwójną lub potrójną błoną.